# Sagrada Familia del pajarito
La Sagrada Familia del pajarito es un óleo realizado hacia 1650 por el pintor español Bartolomé Esteban Murillo. Sus dimensiones son de 144 × 188 cm.
Se trata de una de las obras más importantes de toda la producción de su autor. Muestra a san José, a la Virgen María y al Niño Jesús en una escena familiar.
Adquirido en 1744 por Isabel de Farnesio e incorporado a las colecciones reales, en la actualidad se expone en el Museo del Prado de Madrid.